# Eusyllis phosphorea
Eusyllis phosphorea är en ringmaskart som beskrevs av Verrill in Smith och Harger 1874. Eusyllis phosphorea ingår i släktet Eusyllis och familjen Syllidae. Inga underarter finns listade i Catalogue of Life.